# Коатреван
Коатреван (фр. Coatréven) насеље је и општина у северозападној Француској у региону Бретања, у департману Приморје која припада префектури Ланион.
По подацима из 2011. године у општини је живело 451 становника, а густина насељености је износила 49,4 становника/km². Општина се простире на површини од 9,13 km². Налази се на средњој надморској висини од 80 метара (максималној 101 m, а минималној 17 m).

## Демографија
| 1962. | 1968. | 1975. | 1982. | 1990. | 1999. | 2011. |
| ----- | ----- | ----- | ----- | ----- | ----- | ----- |
| 409   | 458   | 378   | 364   | 415   | 382   | 451   |

График промене броја становника у току последњих година